# Frazer Nash
Frazer Nash – brytyjskie przedsiębiorstwo produkujące samochody sportowe działające w latach 1924–1957.

## Historia
Przedsiębiorstwo zostało założone w 1924 roku w Kingston upon Thames przez Archibalda Frazera-Nasha po tym, gdy zostało zamknięte jego poprzednie przedsiębiorstwo, GN. Wczesne samochody Frazer Nash bazowały na projektach GN. Wkrótce później firma została przejęta przez braci Aldington z Isleworth i w 1926 roku przemianowana na AFN Ltd. Firma ta produkowała popularne, ale proste samochody sportowe. W 1934, by unowocześnić produkty, AFN zaczął importować silniki BMW.
Po II wojnie światowej firma została reaktywowana i wraz z Bristolem rozwijała silnik BMW 328, a jej samochody odnosiły sukcesy w wyścigach samochodowych z takimi kierowcami, jak Roy Salvadori i Tony Crook. W 1952 roku firma zbudowała także samochody jednomiejscowe o otwartym nadwoziu. Pierwszy z takich samochodów został zakupiony przez Scuderia Franera, a Ken Wharton zajął nim czwarte miejsce w Grand Prix Szwajcarii. Tydzień później zajął trzecie miejsce w wyścigu Eifelrennen. Sprzedano także kilka innych samochodów, ale nie były one konkurencyjne.
Produkcja samochodów Frazer Nash zakończyła się w 1957 roku.

## Wyniki w Formule 1
| Legenda oznaczeń w tabelach wyników Wyświetl szablon na nowej stronie | Legenda oznaczeń w tabelach wyników Wyświetl szablon na nowej stronie                                                                     |
| Oznaczenie                                                            | Wyjaśnienie |
| --------------------------------------------------------------------- | --- |
| Złoty                                                                 | Zwycięzca lub mistrzostwo |
| Srebrny                                                               | 2. miejsce lub wicemistrzostwo |
| Brązowy                                                               | 3. miejsce lub II wicemistrzostwo |
| Zielony                                                               | Ukończył, punktował (w klasyfikacji generalnej, gdy zdobył co najmniej jeden punkt na przestrzeni sezonu, poza trzema powyższymi opcjami) |
| Niebieski                                                             | Ukończył, nie punktował (w klasyfikacji generalnej, gdy nie zdobył co najmniej jednego punktu na przestrzeni sezonu)                      |
| Czerwony                                                              | Nie zakwalifikował się (NZ) |
| Czerwony                                                              | Nie prekwalifikował się (NPK) |
| Różowy                                                                | Nie ukończył (NU) |
| Różowy                                                                | Niesklasyfikowany (NS) (w klasyfikacji generalnej, gdy nie został sklasyfikowany w żadnym wyścigu sezonu)                                 |
| Czarny                                                                | Zdyskwalifikowany (DK) |
| Czarny                                                                | Wykluczony (WYK/EX) |
| Biały                                                                 | Nie wystartował (NW) |
| Biały                                                                 | Kontuzjowany (K/INJ) |
| Biały                                                                 | Wyścig odwołany (OD/C) |
| Bez koloru                                                            | Został wycofany (WYC/WD) |
| Bez koloru                                                            | Nie przybył (NP/DNA) |
| Bez koloru                                                            | Nie brał udziału w treningach (NT/DNP) |
| Bez koloru                                                            | Nie został zgłoszony (–) |
| Pogrubienie                                                           | Start z pole position |
| Kursywa                                                               | Najszybsze okrążenie wyścigu |
| †                                                                     | Nie ukończył, ale jego rezultat został zaliczony ze względu na przejechanie więcej niż 90% dystansu wyścigu.                              |
| *                                                                     | Sezon w trakcie |
| 1/2/3                                                                 | Punktowana pozycja w sprincie kwalifikacyjnym                                                                                             |
| Lista systemów punktacji Formuły 1                                    | |

| Sezon | Zespół           | Silnik  | Kierowcy    | Wyniki w poszczególnych eliminacjach | Wyniki w poszczególnych eliminacjach | Wyniki w poszczególnych eliminacjach | Wyniki w poszczególnych eliminacjach | Wyniki w poszczególnych eliminacjach | Wyniki w poszczególnych eliminacjach | Wyniki w poszczególnych eliminacjach | Wyniki w poszczególnych eliminacjach | Wyniki kierowców | Wyniki kierowców | Wyniki konstruktora | Wyniki konstruktora |
| 1952  |                  |         |             | Szwajcaria                           | Stany Zjednoczone                    | Belgia                               | Francja                              | Wielka Brytania                      | Niemcy                               | Holandia                             | Włochy                               | Pkt.             | Msc.             | Pkt.                | Msc.                |
| ----- | ---------------- | ------- | ----------- | ------------------------------------ | ------------------------------------ | ------------------------------------ | ------------------------------------ | ------------------------------------ | ------------------------------------ | ------------------------------------ | ------------------------------------ | ---------------- | ---------------- | ------------------- | ------------------- |
| 1952  | Scuderia Franera | Bristol | Ken Wharton | 4                                    | -                                    | NU                                   | -                                    | -                                    | -                                    | NU                                   | -                                    | 3                | 13               | –                   | –                   |
| 1952  | Tony Crook       | Bristol | Tony Crook  | -                                    | -                                    | -                                    | -                                    | 21                                   | -                                    | -                                    | -                                    | 0                | 70               | –                   | –                   |